# Euhadra murayamai
Euhadra murayamai е вид коремоного от семейство Camaenidae.

## Разпространение
Видът е разпространен в Япония.